# واکنشگر فولین دنیز–سیکالتو

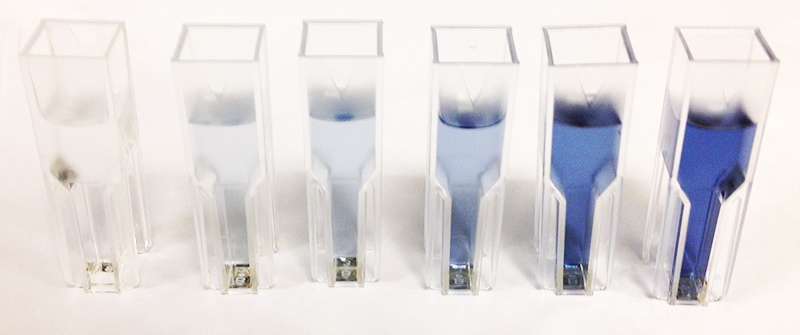
آزمایش واکنشگر فولین دنیز–سیکالتو

واکنشگر فولین دنیز–سیکالتو یا واکنشکر فولین فنول یا روش تعیین هم‌ارزی گالیک اسید نیز می‌نامند مخلوطی از فسفومولیبدات و فسفو تنگستات است که برای سنجش آنتی اکسیدان‌های‌فنولی و پلی فنولی به روش رنگ سنجی (colorimetric) استفاده می‌شود. این واکنشگر به افتخار Otto Folin, Vintilă Ciocâlteu, وWilley Glover Denis به این نام؛ می‌نامند. این واکنشگر فقط برای اندازه‌گیری فنول نیست بلکه با هرگونه مواد احیا شونده؛ واکنش می‌دهند. از این رو ظرفیت احیای کل نمونه اندازه‌گیری می‌شود نه فقط ترکیبات فنولی. این واکنشگر بخشی از Lowry protein assay (سنجش پروتئین لوری) و همچنین واکنش با اغلب ترکیبات دارای نیتروژن نظیر هیدروکسیل آمین و گوانیدین است. این واکنشگر را باید از واکنشگر فولین متمایز کرد چرا که واکنشگر فولین برای سنجش و آشکار سازی آمین‌ها و ترکیبات دارای سولفور استفاده می شود .